# Nordens flora
Nordens flora är en svensk flora tillika standardverk av Bo Mossberg och Lennart Stenberg som beskriver de kärlväxter som är förekommande i Norden. Bland andra Thomas Karlsson vid Naturhistoriska riksmuseet (NRM) svarade för granskningen av florans riktighet.

## Om verket
Floran vänder sig bland annat till professionella botaniker och taxonomer, men även till den intresserade allmänheten. Nordens flora innehåller 3 600 arter. Den omfattar med det samtliga vilda kärlväxter i Danmark, Finland, Island, Norge och Sverige samt Färöarna, Jan Mayen och Svalbard.
Nordens flora är den tredje upplagan av Den nordiska floran (1992). Den andra upplagan var Den nya nordiska floran (2003). En nyhet i den andra upplagan i förhållande till den första var att Stenberg och Mossberg tog med flera arter som i relativ närtid spridit sig till det vilda från parker och trädgårdar, till exempel tagetesväxter. Nordens flora omfattar bland annat än fler sådana växter, däribland rosenskäran som till och med pryder omslaget.
Genom Nordens flora har Stenberg och Mossberg även infört en delvis annan taxonomi än i Den nya nordiska floran. Förändringen tar fasta på den utvecklingen som skett inom fylogenetiken där forskarsamhället genom DNA-analys med mera närmare kunnat kartlägga växters släktskap. Förändringen märks bland annat genom att växterna i Nordens flora presenteras i en delvis annan ordning än i Den nya nordiska floran. Den systematiska förändringen beror på att Nordens flora utgår från systemet APG III, framtaget av Angiosperm Phylogeny Group.

## Verk med samma titel
Botanikern Carl Lindman gav 1901–1905 ut ett botaniskt verk Bilder ur Nordens flora med en utökad andra upplaga år 1917. Den gavs 1964 ut i en nyutgåva i tre delar under namnet Nordens flora, med textgranskning av botanikern Magnus Fries. Verket innehöll 663 planscher.

### Fotnoter
1. 1 2 3  Sjöberg, Fredrik (19 augusti 2018). ”Näckrosen har plötsligt blivit mycket gammal”. Svenska Dagbladet. ISSN 1101-2412. Arkiverad från originalet den 5 augusti 2021. https://web.archive.org/web/20210805124149/https://www.svd.se/nackrosen-har-plotsligt-blivit-mycket-gammal. Läst 5 augusti 2021.
2. ↑  ”1.000 sider langt opslagsværk gemmer på en helt særlig poesi: Vidste du, at planter kan have børstehår, silkehår, filthår eller uldhår... og stjernehår og gaffelhår?” (på danska). Politiken. 25 juli 2020. Arkiverad från originalet den 24 juli 2021. https://web.archive.org/web/20210724091242/https://politiken.dk/kultur/art7821324/Vidste-du-at-planter-kan-have-b%C3%B8rsteh%C3%A5r-silkeh%C3%A5r-filth%C3%A5r-eller-uldh%C3%A5r...-og-stjerneh%C3%A5r-og-gaffelh%C3%A5r. Läst 5 augusti 2021.
3. ↑  ”Nordens flora”. Libris. Kungliga biblioteket (KB). Arkiverad från originalet den 5 augusti 2021. https://web.archive.org/web/20210805121425/https://libris.kb.se/bib/21767728?vw=full. Läst 5 augusti 2021.
4. 1 2 3 4 5 6  ”Kerstin Ekman: Blommorna och böckerna kommer att överleva”. DN.SE. 31 augusti 2018. Arkiverad från originalet den 5 augusti 2021. https://web.archive.org/web/20210805122645/https://www.dn.se/kultur-noje/bocker/kerstin-ekman-blommorna-och-bockerna-kommer-att-overleva/. Läst 5 augusti 2021.
5. 1 2 3 4  Nordin, Torgny (15 juli 2018). ”Nytt standardverk över Floras rike”. gp.se. Arkiverad från originalet den 9 augusti 2022. https://web.archive.org/web/20220809103948/https://www.gp.se/kultur/kultur/nytt-standardverk-%C3%B6ver-floras-rike-1.7145347. Läst 5 augusti 2021.